# Łucja Danielewska
Łucja Danielewska  (Poznanj, 6. studenoga 1932. – Poznanj, 23. kolovoza 2004.), bila je poljska književnica i prevoditeljica.
Hrvatskoj javnosti poznata je kao prevoditeljica hrvatskih djela na poljski i poljskih na hrvatski jezik.
Pisala je za hrvatske časopise Forum, Dubrovnik, Hrvatska obzorja, Zrcalo, Mosorsku vilu i druge.
Njezine pjesme na hrvatski prevodili su Pero Mioč i Zoran Bundyk.
Neke od njezinih pjesama nalaze se u antologiji hrvatske ljubavne poezije Odjeci đulabija iz 2009. godine, urednika Ludwiga Bauera i Lidije Duić.

## Djela
- Kwiaty dla Snežany, 1985.
- Między snami, 1997.
- Orzechy i wino, 1997.
- Orasi i vino, 1997. (na hrvatski preveo 1997. Zoran Bundyk)
- Piąte pory roku, 1997.
- Sjećanje na Hrvatsku (s poljskoga prevela Jadranka Nemeth-Jajić), 1999.
- Zaklęcia, 2000.

## Prijevodi
- Vesna Parun: Morska róża: wiersze, 1998.
- Ratko Cvetnić: Krótka wycieczka: zapisy wojenne z lat 1992 - 1993, 2000.
- Dragutin Pavličević: Historia Chorwacji, 2004.

Godine 1991. u časopisu Hrvatskoga filološkog društva objavila je Wiersze, pjesme suvremenih hrvatskih pjesnika u poljskom prepjevu: Vesne Krmpotić, Milivoja Slavičeka, Nikole Milićevića, Anke Žagar, Krešimira Bagića, Vesne Parun, Slavka Mihalića, Zvonka Kovača, Vinka Brešića.
Godine 1996. objavila je antologiju hrvatskoga pjesništva Żywe źródła: antologia współczesnej poezji chorwackiej, kojom je bila urednicom, a sama je prepjevala sve pjesme s hrvatskog na poljski. Prepjevani su sljedeći autori: Ante Armanini, Krešimir Bagić, Veselko Koroman, Zvonko Kovač, Vesna Krmpotić, Mladen Machiedo, Miroslav Slavko Mađer, Zvonko Maković, Branko Maleš, Sonja Manojlović, Tonči Petrasov Marović, Boris Maruna, Krešimir Mićanović, Miroslav Mićanović, Ljerka Mifka, Slavko Mihalić, Stijepo Mijović Kočan, Nikola Milićević, Zvonimir Mrkonjić, Daniel Načinović, Vinko Nikolić, Anđelko Novaković, Dubravka Oraić-Tolić, Luko Paljetak, Kornelija Mlinarević, Vesna Parun, Boro Pavlović, Marija Peakić-Mikuljan, Matko Peić, Hrvoje Pejaković, Mile Pešorda, Nikica Petrak, Anka Petričević, Zvonimir Balog, Sead Begović, Boris Biletić, Tito Bilopavlović, Vinko Brešić, Diana Burazer, Ljerka Car-Matutinović, Dalibor Cvitan, Branko Čegec, Jozefina Dautbegović, Arsen Dedić, Olinko Delorko, Tomislav Domović, Danijel Dragojević, Mate Ganza, Zvonimir Golob, Vlado Gotovac, Vinko Grubišić, Dubravko Horvatić, Božica Jelušić, Enes Kišević, Željko Knežević, Toma Podrug, Božidar Prosenjak, Vladimir F. Reinhofer, Joja Ricov, Ivan Slamnig, Milivoj Slaviček, Ante Stamać, Gojko Sušac, Andriana Škunca, Josip Špoljarić, Drago Štambuk, Dragutin Tadijanović, Ivan Tolj, Mile Maslać, Miloš Đurđević, Zlatko Tomičić, Irena Vrkljan, Anđelko Vuletić, Igor Zidić, Anka Žagar, Tomislav Sabljak i Dražen Katunarić.

## Vanjske poveznice
- (polj.), (engl.) Fundacja Wspierania Kultury im. Łucji Danielewskiej  Arhivirana inačica izvorne stranice od 15. svibnja 2013. (Wayback Machine)
- Slobodna Dalmacija Josip Danolić: Drugi hrvatski slavistički kongres (OSIJEK, 14. – 18. rujna 1999.): I dalje "pijemo mlijeko", 21. rujna 1999., pristupljeno 2. listopada 2010.
- Wielkopolski Słownik Pisarek Łucja Danielewska